# Irgendwie und Sowieso/Episodenliste
Diese Episodenliste beinhaltet alle Episoden der deutschen Fernsehserie Irgendwie und Sowieso von 1986, sortiert nach der deutschen Erstausstrahlung. Die Fernsehserie umfasst eine Staffel mit zwölf Episoden.

## Episodenliste
| Nr. | Originaltitel              | Zusammenfassung | Erstausstrahlung | Gastdarsteller |
| --- | -------------------------- | --- | ---------------- | --- |
| 1   | Ringo                      | 1968 in der fiktiven Gemeinde Zell im Landkreis Ebersberg. Jungbauer Alfons Kerschbaumer bereitet seinen Ochsen „Ringo“ mit Franzbranntwein auf das große Wagenrennen vor. Doch das wichtigste „Dopingmittel“ fehlt noch, das Tonband mit Mr. Tambourine Man von The Byrds. Seine Freunde Sepp und Effendi holen es bei ihm zu Hause ab und bringen es – mit zwei Autos und nach einer rasanten Fahrt über Landstraßen und durch einen Biergarten – knapp, aber rechtzeitig vor Rennbeginn an die Wettkampfstrecke. Und prompt gewinnt Alfons – auch genannt „Sir Quickly“ – dank Mr. Tambourine Man das Rennen. Daheim am Hof freuen sich Alfons’ Mutter und Großvater über den Erfolg und den Pokal. Zurück in seinem Sägewerk muss der Binser feststellen, dass sein dienstältester Mitarbeiter Georg Bauer im Begriff ist, den Betrieb zu verlassen. Binsers Sohn Berti, der inzwischen die Geschäfte leitet, hat den für Edelhölzer zuständigen Mitarbeiter ohne das Wissen des Vaters entlassen. Berti sieht in den kaum noch nachgefragten Edelhölzern keine Zukunft mehr im Betrieb. Am Abend kümmert sich Alfons um die Stallarbeit am Hof, wie immer mit Musik. Und so spielt er den Tieren „neues Material“ vor, Penny Lane von den Beatles. Als der Vater angetrunken in den Stall kommt, nimmt er das Tonbandgerät vom Strom und zettelt einen Streit mit seinem Sohn an. Er wirft ihm vor, sich beim Ochsenrennen zum Gespött der ganzen Gegend gemacht zu haben. Er belehrt ihn, dass bei ihm „drüben“ (der Vater stammt aus der Wiener Gegend) die Ochsen zum Arbeiten da seien und dass die Musik und die „Malerei auf den Wänden“ die Tiere verrückt machen würden. Außerdem erinnert er den Sir, dass am nächsten Tag die zweijährigen Ochsen – einschließlich Alfons’ „Ringo“ – zum Schlachten kämen. Als die Clique eigentlich ins Café Sonnblick zum Feiern möchte, taucht Christl mit einem „Typen“ auf und der eifersüchtige Sir verschwindet in der Nacht. Als dieser am nächsten Morgen in den Stall kommt, ist sein „Ringo“ verschwunden und zwei Männer übermalen die Bilder auf den Stallwänden mit weißer Farbe. | 9. Okt. 1986     | Ruth Drexel als Bürgermeisterin Rosa Rohrmoser, Uli Köhler als Ansager beim Ochsenrennen, Franz Burghart als Mann im Biergarten, Michael Fitz als Christls „Typ“ und Reinhold Lampe als Georg „Schorsch“ Bauer                                                   |
| 2   | Eine lange Nacht           | Alfons’ Vater hat seine Drohung wahr gemacht und den Ochsen „Ringo“ mit den anderen Tieren zum Schlachten geschickt. Alfons verlässt traurig und wütend den elterlichen Hof und landet im „Lido“. Unterdessen machen sich Sepp und Effendi auf die Suche nach ihrem Freund. Bei einem Tanzturnier, auf dem Tangos Band spielt, ist er nicht zu finden. Dort treffen sie aber auf Effendis Eltern, was diesem wiederum richtig peinlich ist. Von Tango erhalten sie den Hinweis, den Sir im „Lido“ zu suchen. Zum Abschied fordert Sepp Tango noch auf, eine wesentlich flottere Nummer zu spielen. Unter Protest der Tänzer stimmt die Band dann Jambalaya an. Sepp und Effendi verlieren keine Zeit, denn sie ahnen, was dem unerfahrenen und manchmal unbeholfenen Alfons im „Lido“ droht. Dort wird er bereits von den Zuhältern traktiert, die ihrem „Spaß“ noch mit Messern Nachdruck verleihen wollen. Durch eine List können Sepp und Effendi gemeinsam mit dem Sir durch die Hintertür entkommen und liefern ihn wieder zu Hause auf dem elterlichen Hof ab. Von dort flüchtet er sich mit seiner Musikanlage auf den Kirchturm und beschallt mitten in der Nacht die Stadt. Feuerwehr, Bürgermeisterin Rohrmoser und Christl versuchen vergeblich, den Sir zum Aufhören zu bewegen und Berti schießt sogar mit seinem Jagdgewehr auf den Kirchturm. Als die Bürgermeisterin die Polizei informiert, greift der Binser ein. Er schickt die Dorfbewohner – die offensichtlich größtenteils bei ihm in der Firma arbeiten – nach Hause. Währenddessen halten Sepp, Effendi und Christl die anrückende Polizei auf, indem sie einen Lieferwagen auf der Landstraße quer zur Fahrtrichtung auf die Seite legen und anzünden. Als der Morgen graut und vor der Kirche Ruhe eingekehrt ist, traut sich auch Alfons wieder ins Freie. Dort wartet jedoch immer noch der Binser, der ihn anbrüllt, dass er gesagt hätte, sie sollten nach Hause gehen, „und zwar alle“. Alfons flüchtet sich in Sepps Werkstatt, wo dieser bereits ein Feldbett und den geliebten Himbeerjoghurt für ihn vorbereitet hat. Sepp gibt ihm aber den guten Rat mit auf den Weg, dass jeder einmal heimgehen muss, egal wo das dann ist. | 16. Okt. 1986    | Ilse Neubauer als Maria Tauber, Michael Gempart als Alfons Tauber, Thekla Mayhoff als Cornelia, Sepp Schauer als Rudi, Peter Kuhnert als Zuhälter, Alfons Scharf als Pfarrer, Ruth Drexel als Rosa Rohrmoser, sowie Rolf Castell und Hans Schuler als Polizisten |
| 3   | Sir Quickly und die Frauen | Sepp möchte, dass der Sir die Werkstatt wieder verlässt. Denn dieser hat sich dort eingerichtet, wie daheim auf dem Bauernhof. Viel Musik, Hühner, Schweine und ein Kartoffelacker im Obstgarten. Währenddessen versucht Alfons’ Mutter, ihn an seinem Geburtstag mit Buttercremetorte zu bestechen und ihn wieder zur Rückkehr zu überreden, doch Alfons bleibt bei seinem Entschluss. Der Binser sieht sich mit einem drohenden Verkauf eines riesigen Grundstücks für Wohnbau und Gewerbe konfrontiert. Sein Sohn Berti, dem der Binser die Leitung der Sägewerks übertragen hat, versucht hinter seinem Rücken und mit Unterstützung der Bürgermeisterin, den Grund in Binsers Privatbesitz an eine Baugesellschaft in München zu verkaufen. Dort entpuppt sich zu Binsers Überraschung der Geschäftsführer Dr. Hardt als Frau. Diese lässt sich von Binsers Auftritt jedoch nicht aus der Ruhe bringen und überredet ihn zu einem gemeinsamen Essen, wo sich die beiden sehr gut verstehen. Die gemeinsame Geburtstagsfeier mit dem Sir steht unter keinem guten Stern. Sepp und Effendi versuchen vergeblich, ihm eine der im Lokal anwesenden Damen schmackhaft zu machen. Und auch die zwei Mädchen, die Tango anschleppt und als „Chicks aus Kolbermoor“ vorstellt, sind so gar nicht nach Alfons Geschmack. Denn die eine, auf die der Alfons seit dem Kindergarten steht, kommt nicht. Denn Christl hilft zuerst ihrem Vater im Büro und trifft dann auf der Landstraße auf Remigius und „Den Dunklen“, die mit ihrem LKW auf dem Weg nach Berchtesgaden waren und einen Unfall hatten. Da der LKW so beschädigt ist, dass er auf die Schnelle nicht repariert werden kann, wird die gekühlte Ware in einen herkömmlichen LKW umgeladen. In diesem werden die Schollen – wie damals oft noch üblich – mit Strohballen und Stangeneis gekühlt. Christl besteht darauf, den LKW der Firma Burger selbst zu fahren und so fällt die Geburtstagsfeier mit dem Sir endgültig aus. | 23. Okt. 1986    | Wolfgang Fierek als Remigius, Peter von Strombeck als „Der Dunkle“, Dolly Dollar als „Die Lindgrüne“ und Barbara de Koy als „Die Rosarote“ |
| 4   | Eiskalt und knallhart      | Der Binser weiß eine Lösung für Alfons’ „Frauenproblem“. Sein Jagdfreund Weininger hat einen großen Hof und eine ledige Tochter. Der Sir hält von diesen mittelalterlichen Methoden der Brautschau wenig. Insbesondere, da der riesige Hof wie daheim mehr an eine Fabrik erinnert, was Alfons überhaupt nicht mag. Und so kommt beim gemeinsamen Essen natürlich auch keine Stimmung auf, weshalb sich Weiningers Tochter Marlene zu einem Bad im Swimmingpool entschließt. Während der Sir die Kuhe im Stall besucht, gehen Effendi und Sepp auch eine Runde schwimmen. Marlene interessiert sich jedoch – obwohl er ununterbrochen redet – mehr für Effendi und so landen sie nach dem gemeinsamen Bad im Bett. Später bekommt der Binser Besuch von Dr. Hardt, weil diese sich persönlich ein Bild vom Baugrund machen möchte. Binser bleibt bei seiner Haltung, dass der Grund ihm gehört. Hardt schlägt er ganz sachlich vor, wenn sie den Grund – für sich und nicht für die Allgemeinheit – möchte, müsste sie ihn heiraten. Dr. Hardt ist geschmeichelt und so verbringen sie den Abend und die Nacht zusammen. Als Christl von Berchtesgaden wieder da ist, möchte sie dem Sir ihr Geburtstagsgeschenk überreichen. Dieser ist jedoch immer noch beleidigt, weil sie nicht zur Geburtstagsfeier erschienen ist. Sie stellt ihn vor die Wahl mit ihr oder mit seinem Vater zu reden. Und so steigt er widerwillig zu ihr ins Auto und fährt mit ihr weg. Nach einer fünfstündigen Autofahrt erreichen sie den Gardasee. Alfons ist mit der Situation jedoch völlig überfordert. Er hat noch nie in einem Hotel übernachtet, der Portier des Hotels ist ihm unsympathisch und der Gardasee ist ihm zu groß. Als Alfons dann auch noch bei Effendi anruft und ihn um Rat bittet, kommt es zwischen Alfons und Christl zum Streit. Diese hatte ihm verboten, daheim anzurufen und zu sagen, wohin sie mit ihm gefahren ist. Schließlich hat sie doch Mitleid mit dem Sir und sie fährt noch in der Nacht weiter, einen „gescheiten See“ für den Sir zu suchen, einen kleineren. | 30. Okt. 1986    | Wolfgang Fierek als Remigius, Peter von Strombeck als „Der Dunkle“, Karl Lieffen als Weininger, Ernst Hannawald als Sohn von Dr. Hardt, Vittorio Casagrande als Hotelier am Gardasee, Ilse Neubauer als Maria Tauber und Michael Gempart als Alfons Tauber       |
| 5   | Liebe                      | Im Morgengrauen bleibt Christl auf einer Passstraße oberhalb des Kalterer Sees stehen, der zum Glück Alfons’ Zustimmung findet. In der Heimat erwacht der Binser alleine im Bett von Dr. Hardt, zu seiner Überraschung mit Handschellen ans Bett gefesselt. In diese missliche Lage hat ihn Dr. Hardts Sohn gebracht, welcher Binser seelenruhig um 900 Mark erleichtert, während dieser verzweifelt versucht, sich zu befreien. Schließlich bekommt Binser vom Sohn noch Dr. Hardts Unterlagen überreicht. Diese hat schon alle Zusagen für Subventionen und die Genehmigungen eingeholt, woraufhin Binser stocksauer ist und mit Dr. Hardt nichts mehr zu tun haben möchte. Als Marlene vor seiner Schule auftaucht, provoziert Effendi mit seinem Banknachbarn einen Rauswurf durch seinen Lehrer, um ihr zu entkommen. Er flüchtet sich zu Sepp, der in seiner Werkstatt ein neues Projekt beginnt. Er soll für den Hinteregger, einen Fahrer bei Burgers Transportunternehmen, einen Ford Transit komplett umbauen. Das fertige Fahrzeug soll 210 PS haben und über 180 km/h schnell sein. Doch Marlene stöbert ihren „Jerry“ auch bei Sepp auf, woraufhin Effendi beschließt, Marlene mit einem Redeschwall in den Wahnsinn zu treiben. Doch diese ist immun dagegen, genießt es zum Teil sogar und am Ende landen sie doch wieder im Bett. In Italien gewinnt Alfons mehr und mehr Selbstvertrauen und kauft sich einen extravaganten, hellen Anzug. Christl hat die fixe Idee, den Sir mit dem Mercedes ihres Vaters an einem Bergrennen teilnehmen zu lassen. Dieser kann lediglich mit Traktoren umgehen und ruft in seiner Not Sepp in der Heimat an. Bei diesem taucht Burger mit Unterstützung der Polizei auf, weil er sich Antworten über den Verbleib seiner Tochter und seines Autos erhofft. Erfolg hat er jedoch nicht und als er den Hof von Sepps Werkstatt verlässt, kollidiert er frontal mit einem entgegenkommenden Auto. Sepp ruft daraufhin in Südtirol an und überbringt seiner Cousine Christl die schlechte Nachricht. Zum Schock wegen des schweren Unfalls kommt die Wut auf Alfons, weil dieser trotz seines Versprechens wieder Kontakt mit der Heimat aufgenommen und verraten hat, wo sie sich aufhalten. | 6. Nov. 1986     | Felix von Manteuffel als Lehrer, Ernst Hannawald als Sohn von Dr. Hardt, Henner Quest als Polizist Rudi und Markus Klimmek als Effendis Banknachbar |
| 6   | Nur keine Panik            | Zurück in der Heimat hat Christl alle Hände voll zu tun. Sie muss den heimischen Betrieb leiten, selber fahren und besucht trotzdem ihren Vater jeden Tag in München am Krankenbett. Effendi hat in der Schule einen Brief an das Direktorat geschrieben und unter dem Motto „das Leben ruft“ zehn Monate vor dem Abitur um unbezahlten Urlaub gebeten. Und so schlägt er Christl vor, in ihren Betrieb mit einzusteigen. Anders als Marlene ist Christl jedoch nicht gegen Effendis ununterbrochenes Gerede immun und nach der dritten Fahrt des Tages mit ihm auf dem Beifahrersitz ist Christl mit ihren Nerven am Ende. Sie stimmt schließlich zu, sich von Effendi helfen zu lassen, solange dieser nur kein Wort mehr sagt. Und sofort setzt er seine Vision der Arbeit um und hält eine Rede vor der Belegschaft. Seine Ideen der Selbst- und Mitbestimmung stehen in starkem Gegensatz zu dem, was die Angestellten beim Bus- und Fuhrunternehmen gewohnt waren und vor allem zu dem, wie ein stark von Pünktlichkeit lebendes Unternehmen geführt werden muss. Nicht nur Effendis Eltern lehnen den Schulabgang ab, auch Marlene will von einem arbeitenden Effendi nichts wissen, denn Arbeiter könne sie jeden Tag Hunderte haben. Effendis neue Ideen haben bereits am nächsten Tag schwere Auswirkungen. In Binsers Werk stehen eine Säge und ein Presswerk still, da die Arbeiter – die mit Burgers Bussen kommen – fehlen. Als Binser und Berti beim Burger ankommen, beschwert sich dort Fleischgroßhändler Wallner bei Effendi mit dem gleichen Problem. Binser sieht Effendi den einen, ersten Fehler nach. Da kommt der Fahrer Hinteregger auf den Hof und erklärt Effendi, dass die Fahrer der Arbeiterbusse dessen Rat befolgt und im Rahmen der Selbstbestimmung einen freien Tag genommen haben, den sie am Sonntag nachholen wollen. Effendi holt sich Alfons als Unterstützung, der das System der Disposition im Transportunternehmen auf Anhieb versteht, während Effendi nach wie vor die Transportmittel vertauscht. Deshalb sammelt er mit einem Reisebus die Milchkannen der Bauern ein und holt die Kinder mit einem offenen Pritschenwagen von der Schule ab. Als Sepp erfährt, dass er den Ford Transit nicht für Hinteregger, sondern für Berti umbaut, bricht er die halbfertige Arbeit ab und zerstört das im Bau befindliche Fahrzeug. | 13. Nov. 1986    | Felix von Manteuffel als Lehrer, Gudo Hoegel als Arzt, Ilse Neubauer als Maria Tauber und Michael Gempart als Alfons Tauber, sowie Georg Einerdinger als Wallner                                                                                                 |
| 7   | Rallye                     | Zusätzlich zu Alfons hat Effendi auch noch Sepp um Hilfe bei der Arbeit im Fuhrunternehmen gebeten. Als sie in die Firma kommen, ist Fahrer Hinteregger bereits mit der wertvollen Ladung mit Elektroteilen aus Kolbermoor unterwegs in Richtung Stuttgart. Und so entwirft Sepp den tollkühnen Plan, ihm zu folgen und ihn aufzuhalten. Jeder der drei in einem von Burgers Reisebussen. Weit kommen sie jedoch nicht. Zuerst zerstört Sepp seinen Bus nach einem Überholmanöver, dann fährt er mit Effendis Bus durch eine zu niedrige Unterführung, wodurch das Dach des Busses zerstört wird. Als Grund gibt Sepp an, er kenne die Straße durch die Unterführung nur ungeteert und dass „die paar Zentimeter“ viel ausgemacht hätten. Da der Bus nicht mehr fahrbereit ist, gehen er und Effendi zu Fuß nach Zell zurück. Alfons hat mehr Glück und entdeckt Burgers LKW an einer Raststätte. Alfons versucht vergeblich, Hinteregger in der Raststätte den Schlüssel abzunehmen. Als Alfons mit dem Bus die Ausfahrt der Raststätte blockiert, rammt Hinteregger den Bus seines Chefs. Mit Unterstützung der anderen Gäste gelingt es Alfons, die Schlüssel an sich zu nehmen. Und obwohl mitten im Bus ein riesiges Loch klafft, kann sich Alfons damit auf den Weg zurück in die Firma machen. In München besucht Christl zuerst ihren Vater auf der Intensivstation und dann klagt sie ihrer Zimmernachbarin Charly ihr Leid. Dort taucht dann plötzlich der Zuhälter Ricky auf, von dem sich Christl wider besseres Wissen verführen lässt. Christl zieht aber rechtzeitig die Notbremse und schickt den halbnackten Ricky zurück zu Charly. Auf dem Fußmarsch zurück nach Zell erzählt Sepp Effendi, dass er – falls er gefragt wird, was er die letzten beiden Jahre gemacht hätte – antwortet, er hätte diese mit „Irgendwie“ und „Sowieso“ verbracht. Effendi, der „Irgendwie“, der sich irgendwie in alles hinein- und auch wieder herausredet und der Sir, der mit großen Augen durch die Welt läuft und dem „sowieso“ alles egal ist. Zurück in Zell wird Christl von Berti vor ihrer Firma abgepasst. Er folgt ihr ins Büro und versucht, sie zu vergewaltigen. Sepp und Effendi kommen rechtzeitig zurück und gehen dazwischen. Berti, der um Sepps Stärke und seine Brutalität bei Schlägereien weiß, versucht vergeblich zu flüchten. Sepp fasst Berti jedoch nicht an, befiehlt im aber, mit seinen weißen Schuhen und der weißen Hose in die Werkstattgrube voller Schlamm und Öl zu springen. Als Alfons mit dem schwer beschädigten Bus auf den Hof fährt erfährt Christl, dass auch die anderen beiden Busse Totalschäden sind. Wegen der versuchten Vergewaltigung durch Berti steht sie zusätzlich unter Schock, sie setzt sich in Sepps Auto und fährt davon. Weil sie um Christl besorgt sind, überreden Sepp, Effendi und der Sir gemeinsam Binser, mit ihnen nach München zu fahren und sie zu suchen. | 20. Nov. 1986    | Béla Erny als Ricky, Gudo Hoegel als Arzt, Regina Dannhof als Bedienung, Wolfgang Brenner als Tankwart und Rudolf Waldemar Brem als Wirt |
| 8   | Manhattan                  | In München – das Sepp stets Manhattan nennt – angekommen, übernimmt Binser die Koordination. Er schränkt das Suchgebiet auf die Münchner Innenstadt und die Gegend um den Hauptbahnhof, sowie Schwabing und Giesing ein. Effendi und der Sir brechen nach Schwabing auf, während sich Binser und Sepp bei einem Bier in der nächstgelegenen Kneipe eine Strategie zurechtlegen wollen. Auf dem Weg in die Kneipe fällt Binser ein, dass Christls Vater noch immer in München im Krankenhaus liegt und die Adresse ihrer Wohnung kennen müsste. Burger liegt zwar immer noch im Koma, in seinem Adressbuch findet Binser allerdings die Anschrift von Christls Wohnung. Wider Erwarten liegt diese in der Pienzenauerstraße in einer besseren Münchner Wohngegend etwas außerhalb. Denn Bogenhausen hatte Binser vorher als Suchgebiet eigentlich ausgeschlossen. Auf der Straße treffen Effendi und der Sir auf zwei seltsame Gestalten. Er trägt eine Militäruniform und sie schiebt eine Gans – die sie als ihre Tochter und einen Schwan bezeichnet – in einem Kinderwagen durch die Stadt. Er stellt sich als den „unehelichen Sohn von Hermann Göring“ vor und belehrt Effendi, dass nicht sie jemand suchen, sondern er sie gesucht habe. Effendi fällt wegen seines Sternzeichens durch, der Sir als Waage sei jedoch „hervorragend“. Da Sir aber nicht ohne Effendi gehen will, wird aus dem Krebs Effendi kurzerhand ein Wassermann, Aszendent Krebs und sie dürfen mit auf die Party. In einem ehemaligen Krankenhaus feiert die exzentrische Künstlerin „Gräfin“ mit Steinböcken, Löwen, Wassermännern und Waagen ihren Geburtstag. Zum Höhepunkt des Abends wird ein Braunbär in den großen Saal geführt. Wer das Tier – immerhin mit Beißkorb und verbundenen Tatzen – zu Boden bringt, der darf die Nacht mit der Gräfin verbringen. Nachdem mehrere Männer dem Bären unterlegen sind, kann Alfons dem Treiben nicht mehr länger zusehen. Der Jungbauer weiß mit dem Tier umzugehen und im Handumdrehen liegt der Bär auf dem Boden und lässt sich von ihm kraulen und streicheln. Die Gräfin ist von Alfons’ Auftritt beeindruckt und hält ihr Versprechen. Sie bittet ihn aber, auf die „übliche Matratzenakrobatik“ zu verzichten. Der Sir mit seiner schüchternen Art gefällt der Gräfin und auch Alfons fühlt sich pudelwohl, denn es gibt Himbeerjoghurt und die richtige Musik. Und so bleibt er über Nacht bei ihr. Effendi überredet inzwischen den „Guerilla“ mit Che Guevara auf dem T-Shirt zu einer „Aktion“, bei der er prompt von der Polizei verhaftet wird. In der Zelle trifft er auf den „Fakir“, der ihm Indien schmackhaft macht. Glücklicherweise wird Effendi am nächsten Morgen wieder entlassen, nachdem die Polizei Kontakt mit seinen Eltern aufgenommen hatte. In Bogenhausen angekommen treffen Binser und Sepp auf Charly, die sie zu Christl in einen Nachtclub bringt. Diese will die beiden nicht sehen und flüchtet sich in die Arme von Ricky. Da sie im Club und gegen Rickys Schläger nichts ausrichten können, ziehen sich Sepp und Binser zurück. Als Ricky am nächsten Morgen alleine aus Christls Wohnung kommt, demütigt ihn Sepp dermaßen, dass sich Christl angewidert von dem „Schlappschwanz“ abwendet und doch wieder mit nach Hause kommt. Binser ist von Charly so beeindruckt, dass er sie auch gleich mitnimmt. Die Clique staunt nicht schlecht, als der Sir von der Gräfin in einem roten Porsche Targa am vereinbarten Treffpunkt abgeliefert wird. | 27. Nov. 1986    | Béla Erny als Ricky, Uwe Ochsenknecht als General, Helga Anders als Gänsemutter, Kai Taschner als Wilfried, Wolfi Fischer als „Guerilla“, Josef Thalmeier als einer von Rickys Schlägern und Joachim Bernhard als Fakir                                          |
| 9   | Indien und Umgebung        | Effendi konnte Binser überzeugen, eine Indienreise zu spendieren. Und so fliegen sie kurz vor Weihnachten ab München gemeinsam mit Sepp, Alfons und Charly zuerst in Richtung Frankfurt. Doch Sepp hat panische Flugangst und nach einem wetterbedingten Zwischenstopp in Nürnberg weigert er sich, wieder in ein Flugzeug zu steigen. Nach einer Provokation durch Charlie kommt es zwischen ihr und Sepp zum Streit, schließlich gibt er ihr gegenüber seine Flugangst zu und sie kommen sich näher. Statt am gleichen Tag wieder nach Hause zu fahren und sich zum Gespött der Leute zu machen, fährt Binser mit ihnen auf seine Berghütte bei Mühlbach am Hochkönig im Land Salzburg. Sie sollen dort vier Wochen verbringen, bis sie aus „Indien“ wieder zurückkommen. Der Sir hat sich – vor allem nach der Nacht mit der Gräfin – verändert und tritt nun sehr viel selbstbewusster auf, vor allem gegenüber Effendi und sehr zu dessen Leidwesen. Der Sir gibt zwar zu, dass er nicht so reden kann wie Effendi, aber dass auch er versteht, dass das, was Effendi den ganzen Tag sagt, größtenteils der „blanke Mist“ ist. Vor allem aber will der Sir nach Hause, denn hinter den Bergen, von Salzburg aus, so sinniert er, komme er über Freilassing, Rosenheim und Ebersberg nach „Texas“ und wäre in zwei Stunden zu Hause. Binser offenbart Charlie, dass der Sepp in Wahrheit sein Sohn ist und dass dieser sein Leben lang in Ungewissheit lebt. Der Sir hält es in der Hütte nicht mehr aus und erkundet die Gegend. Dabei trifft er auf die Bäuerin Annemarie und bei der Arbeit im Stall ist er wieder in seinem Element. Annemarie dankt für die Hilfe und lädt ihn für den nächsten Sonntag zum Skifahren ein. Sepp und Charly verlieben sich ineinander, als sie aber Effendi deutlich die Meinung sagt, muss sie sich von Sepp Vorwürfe anhören. Daraufhin verlässt sie die Hütte in Richtung Tal. Als Sepp ihr folgt, verlässt Charly die Straße, stürzt und rutscht über ein Schneefeld, bis sie in einem Bach zum Liegen kommt. | 4. Dez. 1986     | Annemarie Moser-Pröll als Annemarie, Veronika Fitz als „Die Perücke“, Gunnar Möller als „Die Pfeife“, Anita Mally als Stewardess und Franz Harringer als Dorfkramer                                                                                              |
| 10  | Eine von uns               | Die Freunde haben Charly gerade noch rechtzeitig gefunden, nun liegt sie aber mit Erfrierungen zweiten Grades sowie einer Lungen- und Rippenfellentzündung in einem Münchner Krankenhaus. Als der Sir beim Verlassen der Klinik in einem Schwesternzimmer im Radio das traditionelle bayerische Weihnachtslied „Im Woid is so staad“ hört, weigert er sich, mitzukommen. Auch Binser hat die Nase voll und verfügt, dass es zurück nach Hause geht. Dort sollen sich aber einige Sachen ändern. Der Sir soll wieder ein Bauer werden und Effendi droht er schwere Konsequenzen an, sofern dieser nicht innerhalb eines Tages wieder in der Schule ist. Beim Weihnachtsgottesdienst in der Kirche „vermittelt“ Binser den Sir auf den Hof der Unterbergerin, deren Mann sich längere Zeit in einem Sanatorium aufhält. Der Hof ist zwar nur einhundert Meter vom Kerschbaumerhof entfernt, dafür wäre der Sir bei der Unterbergerin der Chef auf dem Hof. Vor der Kirche trifft Effendi wieder auf Marlene, die ihm von ihrer Schwangerschaft erzählt. Als erste Amtshandlung bemalt Alfons den Kuhstall der Unterbergerin gemeinsam mit Tango wieder so, wie er es bei sich zu Hause auch hatte. Die Unterbergerin hat bereits ein Auge auf den fleißigen und jungen Alfons geworfen und ist überhaupt nicht begeistert, als plötzlich die Gräfin zu Besuch auf den Hof kommt. Charly wird nach zwei Monaten aus dem Krankenhaus entlassen und will eigentlich gleich weiterziehen. Binser will davon jedoch nichts wissen und besteht darauf, dass sie bei ihm wohnt, bis sie endgültig auskuriert ist. Als eines Tages Sepps Exfreundin Hanna ihren neuen Freund Hinteregger heiratet, kommt Sepp auch auf die Hochzeit. Dort wird der beim Betreten des Festsaals von Berti begrüßt und als „Erbschleicher“ bezeichnet. Sepp weiß zu diesem Zeitpunkt noch nicht, dass Binser sein leiblicher Vater ist. Und noch viel weniger weiß er, dass dieser ihm seinen privaten Grund überschreiben lassen möchte. Dies ruft wiederum Dr. Hardt auf den Plan, die auch vor Ort ist und nun mit Sepp über den Verkauf des Grundstücks sprechen möchte. Eigentlich hatte Sepp versprochen, Hanna die Hochzeit nicht kaputtzumachen. Als sich jedoch Hinteregger einmischt und Sepp als „feige Sau“ und „hinterlistige Drecksau“ bezeichnet, sieht dieser rot und streckt Hinteregger mit einem Schlag nieder. Als Sepp eine Antwort verlangt und Binser mit dem Rücken zur Wand steht offenbart er ihm endlich, dass er sein Vater ist. | 11. Dez. 1986    | Josef Schwarz als Arzt, Marie Bardischewski als Unterbergerin und Marianne Lindner als Sepps Mutter |
| 11  | Auf und auf – bergab       | Nach Binsers Geständnis verkriecht Sepp sich in seine Werkstatt und schließt zum ersten Mal seit langer Zeit hinter sich ab. Effendi ist ihm nachgelaufen und steigt durch das noch offene Fenster ein. Sepp will eigentlich nichts von ihm wissen, erzählt ihm aber eine Geschichte von früher. Wie Binser und Burger während der amerikanischen Besatzungszeit gut an und mit der US Army verdient haben und so ihre Unternehmen aufgebaut haben. Und auch dass Burgers Frau Lilo, die Schwester von Sepps Mutter, ein Verhältnis mit einem Major der US Army hatte. In diesem Moment kommt Christl dazu und lauscht durch das offene Fenster Sepps Erzählung. Und so erfährt sie, dass ihre Mutter den Major bei dessen Versetzung begleitet und ihren Mann mit der kleinen Tochter Christl ohne Abschied zurückgelassen hat. Effendi versucht Sepp zu beruhigen und ihm zu erklären, dass man nach 35 Jahren nichts mehr ändern kann und dass sich Menschen wie der Binser mit Geld alles kaufen können. Sepp ist aber der Meinung, dass man eben nicht alles kaufen kann, fährt zum Binser und nimmt Charly mit. Währenddessen stellt Christl ihren Vater zur Rede und möchte von ihm wissen, warum ihre Mutter vor 18 Jahren Mann und Tochter verlassen hat. Burger möchte ihr zuerst wieder die gleiche Geschichte erzählen, erkennt aber gleich, dass seine Tochter die Wahrheit kennt. Das mit dem Major der US Army war fast ein Tauschgeschäft für Burger, der Major hat Lastwägen geliefert und Burger hat „die Frau geliefert“. Nach seinen Abiturprüfungen besucht Effendi Binser an der alten Mühle. Und wieder fängt er an über „Revolution im Kopf“ und andere Dinge zu schwadronieren. Binser findet das alles nicht revolutionär, sondern „schlicht und ergreifend stur und eitel und damit bayerisch“. Außerdem spricht er ein ernstes Wort mit dem „Westentaschen-Diplomaten“ und sagt ihm, dass er statt Politikwissenschaft Jura und Betriebswirtschaft studieren soll. Später trifft sich Effendi wieder mit Marlene und nach einem Streit beschließen sie, ihr Kind gemeinsam großzuziehen. Charly hat es inzwischen satt, in Sepps Werkstatt eingesperrt zu sein. Nachdem sie ihm eine Szene gemacht hat willigt Sepp am Ende ein, gemeinsam mit ihr endlich wieder nach draußen zu gehen. | 18. Dez. 1986    | |
| 12  | Miteinander – auseinander  | Sepp fährt zu seinem Vater in die Fabrik. Und statt Grundstück und Erbe verlangt er 68.000 DM von ihm. Der Lohn für 15 Jahre kostenlose Arbeit an Binsers Autos und die Kosten für die entsprechenden Ersatzteile. Ohne mit der Wimper zu zucken, stellt ihm Binser einen Scheck über die geforderte Summe aus. Kurz danach verkündet Binser vor seinen Abteilungsleitern große Änderungen im Sägewerk. Berti ist für einige Jahre ins Ausland gegangen und Binser macht aus dem Werk eine GmbH. Außerdem präsentiert er der ebenfalls anwesenden Dr. Hardt im Anschluss weitere Pläne. Er ist Effendis Ratschlag gefolgt und hat die „Binser Wohnungsbau GmbH“ gegründet. Diese soll nun auf „seinem Grund“ rund um die alte Mühle Wohnungen für „seine Leute“ bauen. Zur Überraschung von Dr. Hardt soll diese GmbH Binser und ihr gemeinsam gehören. Nach einer Feier im Sonnblick spielt Sepp in der Nacht „amerikanisches Roulette“. Er fährt ohne Licht am Wagen und ohne auf andere Verkehrsteilnehmer zu achten, über eine Kreuzung. Tango, der ebenfalls mit im Auto sitzt, möchte es auch versuchen und überredet Sepp, ihn auch einmal fahren zu lassen. Als Tango über die Kreuzung fährt, verfehlt ihn ein anderer Wagen nur um Haaresbreite. Vor Freude darüber, noch am Leben zu sein, führt Tango neben der Straße ein Tänzchen auf und verunglückt beim Sturz in eine Baugrube tödlich. Als Sepp mit Tangos Dienstwagen – einem Pritschenwagen von VW der Deutschen Bundespost – und mehreren Ami-Schlitten und einem LKW vom Burger im Konvoi zur Beerdigung auf den Friedhof fährt, ist der Pfarrer über die Störung empört. Sepp lässt sich jedoch nicht beeindrucken und legt Tangos Gitarre auf dem Sarg ab. Christl folgt und legt ein Gesteck in Form einer Gitarre dazu. Tangos Band stimmt am Grab Let It Be von den Beatles an, während ihm Freunde und Weggefährten die letzte Ehre erweisen. Nach der Beerdigung verabschiedet Sepp sich von Effendi, Alfons und Christl. Auf Effendis Frage wohin, antwortet er nur „hoam“ (bayerisch für „nach Hause“). Außerdem schenkt er Effendi den roten Alfa, denn er ginge für immer weg. Und den Sir erinnert er an das, was er ihm vor fast einem Jahr gesagt hatte. Dass jeder einmal nach Hause gehen muss, egal wo das dann ist. Wieder auf dem Hof der Unterbergerin ist dort plötzlich die Hölle los. Ein Fotograf inszeniert die grell geschminkte Gräfin in der Maschinenhalle bei lauter Musik im Heu zwischen bemalten Kühen. Die schimpfende Unterbergerin lässt der Sir einfach links liegen, geht in die Halle, steckt die Geräte aus und treibt die bemalten Kühe nach draußen. Als sich der Fotograf über die Unterbrechung echauffiert, übergießt Alfons ihn kurzerhand mit Farbe. Und plötzlich ist der Sir der „irgendwie“. Denn ihm gefällt das alles irgendwie nicht mehr und alles ist irgendwie anders. Daheim auf dem Hof der Familie sind seine Mutter und sein Opa froh, dass er wieder da ist und seine „Wanderschaft“ beendet hat. Mit dem Traktor fährt er zum Postwirt, wo er seinen Vater beim Kartenspielen antrifft. Alfons nimmt ihm das Bier weg und stützt seinen schwer betrunkenen Vater auf dem Weg nach draußen und bis zur Haustüre. Auf den Hinweis des Vaters, dass der Hof sowieso Alfons gehöre, „irgendwie“, antwortet dieser nur mit „sowieso!“. Und auch die Gräfin, die kurz darauf am Hof erscheint und ihren Urlaub verlängern möchte, bekommt ein freudiges „sowieso!“ zur Antwort.           | 23. Dez. 1986    | Marie Bardischewski als Unterbergerin, Alfons Scharf als Pfarrer und Alfred Edel als Fotograf Freddie |